# جزر مصري
جزر مصري (الاسم العلمي:Daucus aegyptiacus) هو نوع غير مؤكد من النباتات يتبع جنس الجزر من الفصيلة الخيمية.